# Genesis Motor
Џенезис моторс (кореј. 제네시스, енгл. Genesis Motors) је јужнокорејски произвођач луксузних аутомобила, огранак компаније Хјундаи.

## Историја
Назив Џенезис је коришћен као Хјундаијев луксузни седан Хјундаи Џенезис који се производио од 2008. до 2016. године, да би крајем 2015. године аутомобил и званично постао самостална марка аутомобила. Тако је Хјундаи Џенезис од 2016. преименован у модел Џенезис Г80.
Овај пројекат у Хјундаију су схватили озбиљно, и зато су поставили људе од поверења и искуства да воде овај бренд. Некадашњи директор Ламборгинија Манфред Фицџералд је потпредседник бренда, Лук Донкерволк бивши директор дизајна Фолксваген групе постављен је такође да брине о дизајну бренда заједно са главним шефом за дизајн Хјундаи-Кије групе Петером Шрајером, који је дизајнирао неколико модела Аудија и Фолксвагена. Алберт Бирман, бивши шеф BMW M дивизије, постављен је да надгледа модификације и перформансе возила.
Хјундаи је био познат по приступачним возилима ниже и средње класе, а са лимузином Џенезис кренуо је ка луксузним премијум моделима. Тако после Лексуса, Инфинитија и Акјуре још један азијски произвођач аутомобила има луксузни бренд, којим ће се на светском тржишту супротставити немачким луксузним брендовима Мерцедесу, BMW-у и Аудију.
Џенезис ће до 2020. године лансирати шест потпуно нових аутомобила, а већ децембра 2016. представљен је Џенезис Г80. Џенезис модели биће у складу са четири аспекта, балансиране перформансе, иновације окренуте људима, елеганција и искуство. Нудиће и последње из сигурносних технологија, IT повезаности и интуитивну способност са фокусом на вожњу и комфор.
У најави је и луксузна лимузина Џенезис Г90, која ће се за јужнокорејско тржиште звати EQ900.

## Модели
- Џенезис Г80
- Џенезис Г90

## Галерија
- Г80
- EQ900